# Fanemarchen
Fanemarch eller honnørmarch for Dannebrog var musikalsk oprindelig (ligesom Tappenstreg) tænkt for piber og trommer i hæren. Melodien i den reglementerede fanemarch er kadence 52-60 (bedst 58); men spillet i hurtigt tempo tjener samme melodi også som honnørmarch. Her er kadencen så i „honnørtempo“: 80-84, men vil vinde i kvalitet ved at ligge tæt under 92. I det hele taget gælder det dog for melodien, at den skal spilles beslutsomt og meget højt. 
Marchens navn er opstået ved, at faneløjtnanten indleder den særlige march ved at råbe sin kommando: "Fane! March!" til underofficeren bagved, hvilket samtidig er signal til musikken om at starte på trommen med såkaldt langt forslag. Det er en særlig svær march at udføre, idet man normalt marcherer til 2/4-takt; men nærværende musik er imidlertid i den svære 6/8-takt … altså en tre-deling af musikken i stedet for den nemme to-deling. Denne særprægede fanemarch er helt udpræget dansk, og man finder den ikke i andre lande. Den er også kaldt den Lille Nationalmelodi, fordi den jo bruges, når Dannebrog føres op. (Egentlig burde den nok hedde: "Honnørmarch for Kongen, Kongehuset og Fanen", da disse tre faktorer i virkeligheden stemmer overens).  
Fanemarchen spilles bl.a. ved vagtafløsningen på Amalienborg Slot og dér, hvor der er brug for netop denne parademarch. Honnørmarchen bruges ved honnøraflæggelse for kongelige personer og for f.eks. ambassadører. Der er altså stor forskel på den samme melodi; men den folkelige betegnelse "Fanemarchen" er kendt af enhver dansk soldat og er så indarbejdet, at dette navn accepteres for „begge melodier“.  
Den er dateret 18. juni 1808, da en kongelig parolbefaling fastsatte, at den skulle afløse en endnu ældre parademarch … som sandsynligvis er »Den Gamle Danske March«, fundet i Det Kongelige Bibliotek under 728-8vo-II., Hagens Samling af Folkemusik og Danse i det 18. Aarhundrede. Denne danske march er formentlig kommet til under kong Christian IV eller kong Frederik III i 1600-tallet, og den var meget anvendt. Den 19. juni 1808 findes så en ny parolbefaling: »Fra i Morgen af og saa fremdeles slaaes den nye Parademarch ved de herværende Regimenter, hvis Tambourer alt have lært den, ved de øvrige Infanterie Regimenter indføres den, naar Tambourerne have lært at slaae denne March; til Regimenterne og Bataillonerne i Provindserne sendes denne nye March opsat i Noder, som i Gaar er befalet«.

## Her kommer Jens med fanen
Hvad teksterne angår kendes ophavsmændene naturligvis ikke, da der er tale om folkelige vers (vrøvlevers), som naturligt er kommet til hen ad vejen – nedarvet fra mund til mund, hvorfor der teksterne imellem kan være tale om visse omskrivninger. Her er såre tale om den folkelige tone, der har lettet at huske melodien eller måske blot fornøjet andre. Disse vers giver samtidig et indblik i den danske humor, som undertiden kan være indforstået og ironisk. Man véd dog, at de tre ovennævnte vers er uafhængige hver-for-sig, så det vil være ukorrekt at blande dem sammen … enten eller! Man må endelig ikke blande forbindelsen med fanen og disse uofficielle vers sammen, når nationens stolthed føres op. Dette ville være anstødeligt og upassende, idet følelser og stemningen endelig må være en højtidelig ceremoni, som uvilkårligt griber enhver. 
Når man under almindelig march har en rigtig faneborg forrest i kolonnen (men dog bagved musik- eller tambourkorps), skal den tælle 7 mand: sabelbevæbnet faneløjtnant, fanebærer (fændrik) med fanen i fanesko og 5 menige soldater med gevær i hvil, der i tremandsfront beskytter fanen under march og forhindrer den i at hænge fast i træer, luftledninger o.lign.